# Jan Rudolph Slotemaker de Bruine

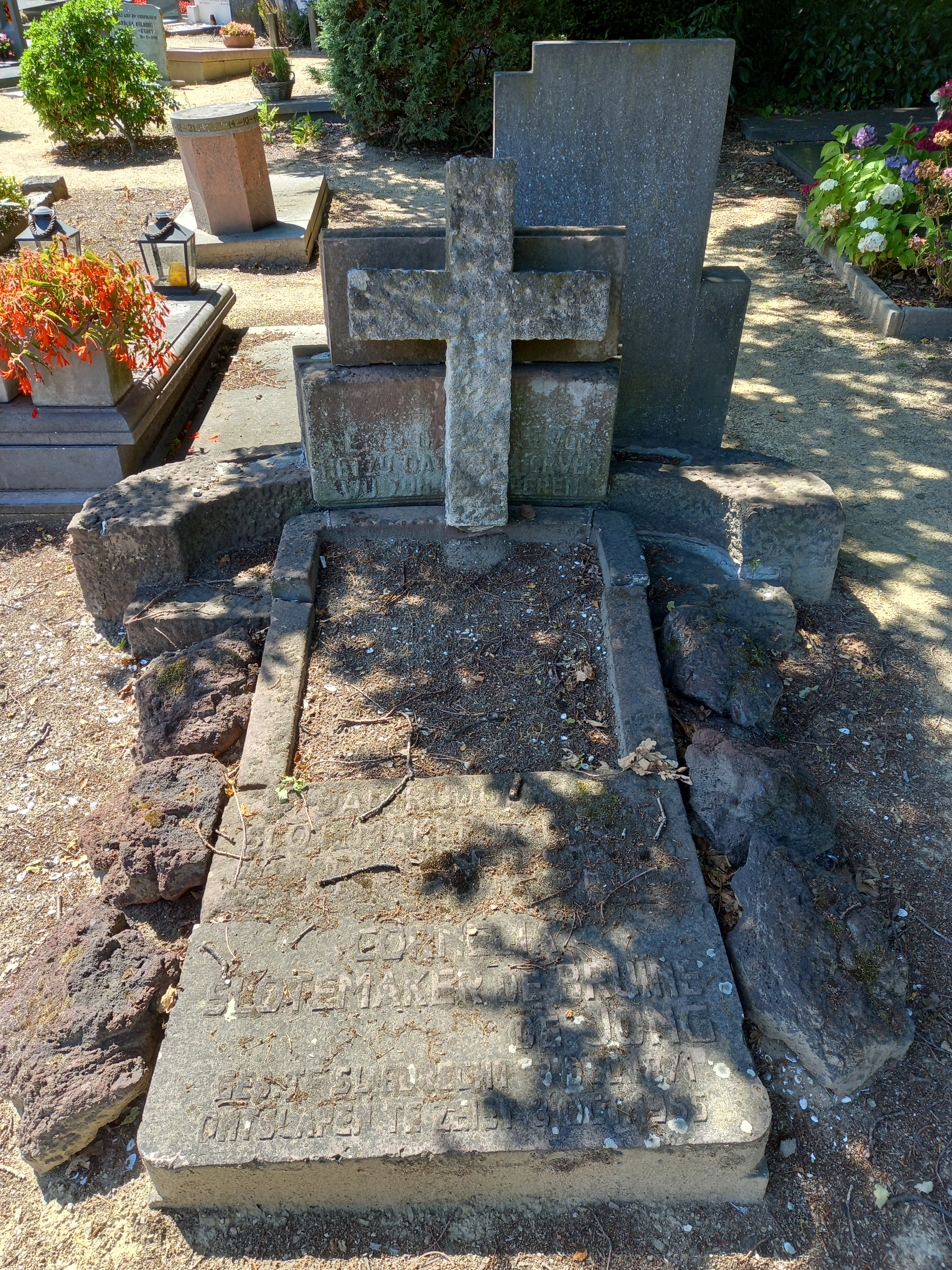
Het graf van Jan Rudolph Slotemaker de Bruine en zijn echtgenote Cornelia de Jong op de hervormde begraafplaats in Wassenaar

Jan Rudolph Slotemaker de Bruïne (geboortenaam Jan Rudolph Slotemaker; toevoeging "de Bruïne" per K.B. van 26 juni 1889, nr. 28; zelf schreef hij zijn achternaam altijd als Slotemaker de Bruïne) (Sliedrecht, 6 mei 1869 - Wassenaar, 1 mei 1941). Hij studeerde in Utrecht en was lid van Secor Dabar, een gezelschap van studenten theologie. Hij was een hervormd predikant en theoloog (hoogleraar in Utrecht) die als CHU-politicus zowel Eerste- en Tweede Kamerlid als minister was. Als minister van Arbeid in het eerste kabinet-De Geer voerde hij de eerder tot stand gekomen Ziektewet in. Hij had goede banden met het CNV, maar was als minister van Sociale Zaken in het tweede kabinet-Colijn medeverantwoordelijk voor diverse verlagingen van de steun aan werklozen. In 1935 volgde hij Marchant op als minister van Onderwijs. Hij was een opvallende verschijning door zijn lange baard.
Ook gedurende zijn politieke loopbaan bleef Slotemaker de Bruïne zich inzetten voor kerkelijke organisaties. Zo was hij tijdens zijn ministerschap van Sociale Zaken tevens voorzitter van de Federatie van Diaconieën.
Hij was de vader van Gerard Slotemaker de Bruïne.
Het trainings- en opleidingsinstituut van het CNV draagt zijn naam: Slotemaker de Bruïne Instituut.
- Biografisch Portaal: 57622603
- Digitale Bibliotheek voor de Nederlandse Letteren: slot010
- Gemeinsame Normdatei: 133994600
- International Standard Name Identifier: 0000 0000 5433 6336
- Library of Congress Control Number: no2008034994
- Nederlandse Thesaurus van Auteursnamen: 068294891
- Parlement.com: vg09ll8pdfyv
- Système universitaire de documentation: 133499863
- Virtual International Authority File: 50431770
- WorldCat: E39PBJvd6RwC3PWgfjJcP3Mtrq

1. ↑  “Wil dominee nog iets drinken?”: gedenkboek Secor Dabar, Particulier Corpsgezelschap van Utrechtse Studenten Theologie 1844-1969-2019; 2e vermeerderde druk Nijkerk 2021. ISBN 978-90-814082-6-4